# Ron Dellums
Ronald Vernie „Ron” Dellums (ur. 24 listopada 1935 w Oakland, zm. 30 lipca 2018 w Waszyngtonie) – amerykański polityk, członek Partii Demokratycznej.

## Działalność polityczna
W okresie od 3 stycznia 1971 do 3 stycznia 1975 przez dwie kadencje był przedstawicielem 7. okręgu, następnie przez dziewięć kadencji 8. okręgu, a od 3 stycznia 1993 do 6 lutego 1998, kiedy zrezygnował, przez trzy kadencje przedstawicielem 9. okręgu wyborczego w stanie Kalifornia w Izbie Reprezentantów Stanów Zjednoczonych. Od 8 stycznia 2007 do 3 stycznia 2011 był burmistrzem Oakland.
Chociaż kandydował z list Partii Demokratycznej i zasiadał w klubie parlamentarnym Demokratów w Kongresie, to określał siebie jako socjalistę. W latach 70. był członkiem Democratic Socialist Organizing Committee (DSOC), odłamu Socjalistycznej Partii Ameryki (SPA). Później został wiceprzewodniczącym Demokratycznych Socjalistów Ameryki (DSA).